# 5.º distrito congresional de Florida
El 5.º distrito congresional es un distrito congresional que elige a un Representante para la Cámara de Representantes de los Estados Unidos por el estado de Florida.  Según la Oficina del Censo, en 2011 el distrito tenía una población de 932 073 habitantes. Actualmente el distrito está representado por el Demócrata Al Lawson.

## Geografía
El 5.º distrito congresional se encuentra ubicado en las coordenadas 29°23′7″N 81°45′4″O / 29.38528, -81.75111.

## Demografía
Según la Oficina del Censo de los Estados Unidos, en 2011 había 932 073 personas residiendo en el 5.º distrito congresional. De los 932 073 habitantes, el distrito estaba compuesto por 834 742 (89.6%) blancos; de esos, 819 856 (88%) eran blancos no latinos o hispanos. Además 58 854 (6.3%) eran afroamericanos o negros, 3 097 (0.3%) eran nativos de Alaska o amerindios, 15 255 (1.6%) eran asiáticos, 375 (0%) eran nativos de Hawái o isleños del Pacífico, 17 468 (1.9%) eran de otras razas y 17 168 (1.8%) pertenecían a dos o más razas. Del total de la población 101 306 (10.9%) eran hispanos o latinos de cualquier raza; 23 598 (2.5%) eran de ascendencia mexicana, 39 790 (4.3%) puertorriqueña y 11 728 (1.3%) cubana. Además del inglés, 2 230 (7.9%) personas mayor a cinco años de edad hablaban español perfectamente.
El número total de hogares en el distrito era de 370 692, y el 70.4% eran familias en la cual el 23.1 tenían menores de 18 años de edad viviendo con ellos. De todas las familias viviendo en el distrito, solamente el 57.3% eran matrimonios. Del total de hogares en el distrito, el 5.5 eran parejas que no estaban casadas, mientras que el 0.5% eran parejas del mismo sexo. El promedio de personas por hogar era de 2.46. 
En 2011 los ingresos medios por hogar en el distrito congresional eran de US$43 680, y los ingresos medios por familia eran de US$63 919. Los hogares que no formaban una familia tenían unos ingresos de US$117 676. El salario promedio de tiempo completo para los hombres era de US$44 797 frente a los US$32 186 para las mujeres. La renta per cápita para el distrito era de US$22 722. Alrededor del 10.6% de la población estaban por debajo del umbral de pobreza.